# Scribblenauts
Scribblenauts is een videospel, ontwikkeld door 5TH Cell exclusief voor de Nintendo DS. Het spel is uitgebracht door Warner Bros. Interactive Entertainment. 
Het doel van Scribblenauts is om "Starites" te verzamelen. De speler kan voorwerpen ontbieden door de naam van het object op het touchscreen te schrijven.
Het spel werd voor het eerst gepresenteerd op de Electronic Entertainment Expo in 2009.

## Gameplay
De speler speelt als Maxwell, een personage dat "Starites" moet verzamelen. Starites zijn stervormige voorwerpen. Maxwell kan springen en lopen door op het touchscreen te tikken. Als de speler op een object tikt, zal Maxwell dat object oppakken, of het op een andere manier gebruiken, zoals op een paard rijden of een wapen afvuren.

### Ontbieden van voorwerpen
Een fundamenteel element van het spel is de mogelijkheid om voorwerpen te ontbieden om zo problemen op te lossen. Dit ontbieden kan door de naam op het touchscreen of keypad te schrijven. Bijvoorbeeld: de speler moet op een hoger gelegen plateau komen dat te hoog is om naar te springen. Dan kan hij daar komen door "ladder" te schrijven waardoor er een ladder zal verschijnen. De speler kan de ladder beklimmen, omdraaien of bijvoorbeeld in brand steken. Een andere mogelijkheid om op het plateau te komen is iets te ontbieden dat kan vliegen.
De speler kan op dezelfde manier een groot arsenaal van onder andere dieren (zowel echt bestaande als mythische wezens), wapens, natuurverschijnselen, beroemde mensen (fictief en echt) en voertuigen ontbieden. Het spel heeft een systeem om homoniemen en homofonen te onderscheiden. In het spel zitten 22.802 woorden die de speler kan ontbieden.

### Levels
Het spel is ingedeeld in 220 levels. Er is geen tijdslimiet om de levels uit te spelen. Na het uitspelen van een level, krijgt de speler "Ollars", het betaalmiddel in Scribblenauts. Daarmee kan de speler visuele veranderingen in het spel kopen. De hoeveelheid Ollars hangt af van drie factoren. Allereerst de "par". Per level wordt een grensgetal aan het aantal voorwerpen ingesteld. Hoe verder onder de par de speler zit, hoe groter de beloning is. Als de speler boven de par zit, dan is de beloning aanzienlijk kleiner. Dan is er nog de factor "style". Er wordt gekeken naar welke voorwerpen gebruikt zijn, om zo te bepalen of de speler innovatief gebruikmaakt van items. De laatste factor is de gebruikte tijd. Hoe langer de speler over een level doet, hoe kleiner de beloning is.
Er zijn twee speltypen. Allereerst is er de puzzelmodus, waarin de speler een bepaalde opdracht moet vervullen (bijvoorbeeld: vang alle gevangenen en breng ze terug naar de gevangenis). Als de opdracht vervult is verschijnt de Starite vanuit het niets. De tweede is de actiemodus, waarin het de bedoeling is om de Starite te bereiken die ergens in het level staat. Beide speltypen kennen de zogenaamde advance mode, die de speler na het halen van een leven kan proberen. Hierin moet de speler hetzelfde level drie keer achter elkaar uitspelen. Bij elke poging moeten er nieuwe voorwerpen gebruikt worden. De speler wordt dus uitgedaagd om zo veel mogelijk manieren te verzinnen om het doel te bereiken.

## Ontwikkeling
Het idee voor Scribblenauts ontstond in 2007 rond dezelfde tijd als Lock's Quest. Het idee kwam voort uit een combinatie van ideeën die 5th Cell had. Tijdens de ontwikkeling moesten Slaczka en zijn team de DS goed leren kennen zodat ze Scribblenauts geschikt konden maken voor alle spelers. 
De game-enginge van Scribblenauts is de "Objectnaut", ontworpen door Fahlbusch. Bij deze engine krijgt elke voorwerp een vast aantal karakteristieken, zoals omvang en gedrag. Vijf medewerkers van 5th Cell doorzochten zes maanden lang woordenboeken en encyclopedieën om zo veel mogelijk voorwerpen en woorden te vinden voor in het spel. Het grote aantal voorwerpen maakte dat het spel niet geheel getest kon worden voor uitgave. 80% van de tijd die in de ontwikkeling van het spel werd gestoken ging op aan het verfijnen van de voorwerpen.

## Uitgave en ontvangst

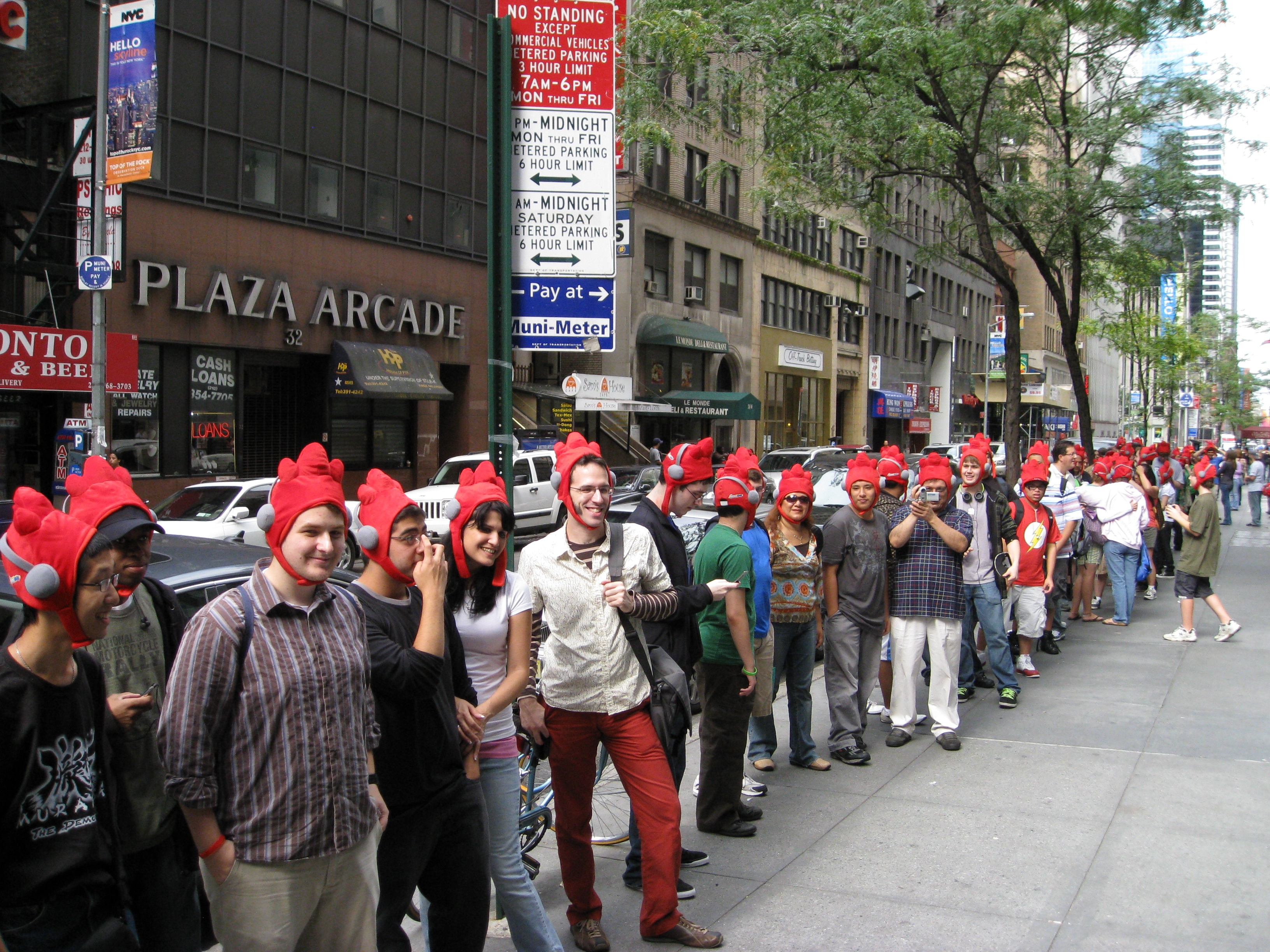
Klanten met hun “hanenhoed” wachten op het spel in New York

Klanten die Scribblenauts vooraf bestelden, kregen een hoed zoals die van Maxwell toegestuurd.
Het spel werd goed ontvangen door critici. Vooral het grote aantal voorwerpen werd geprezen. Wel werd de besturing van het spel bekritiseerd, waaronder dat Maxwell vaak beweegt terwijl de speler probeert een voorwerp in positie te brengen. Ook de oplossingen die voor sommige puzzels vereist zijn, werden niet allemaal even logisch gevonden.

## Trivia
- Het spel is opgenomen in het boek 1001 Video Games You Must Play Before You Die van Tony Mott.